# Kathlyn Williams
Kathlyn Williams, nata Kathleen Mabel Williams, (Butte, 31 maggio 1879 – Hollywood, 23 settembre 1960), è stata un'attrice statunitense.
Attiva soprattutto all'epoca del muto, girò 175 film come attrice, ne sceneggiò sei e fu anche regista di un film nel 1914.

## Biografia
Nata nel Montana nel 1879, la "bionda Katie" - come era familiarmente soprannominata - era figlia di Joseph Edwin "Frank" Williams e di Mary C. Boe (1846–1908). Di ascendenza scozzese e norvegese, fin da piccola dimostrò il suo interesse per la carriera di attrice. Entrò a far parte di un gruppo di teatranti e recitò in spettacoli organizzati dal Grand Army of the Republic, un'associazione patriottica USA. 

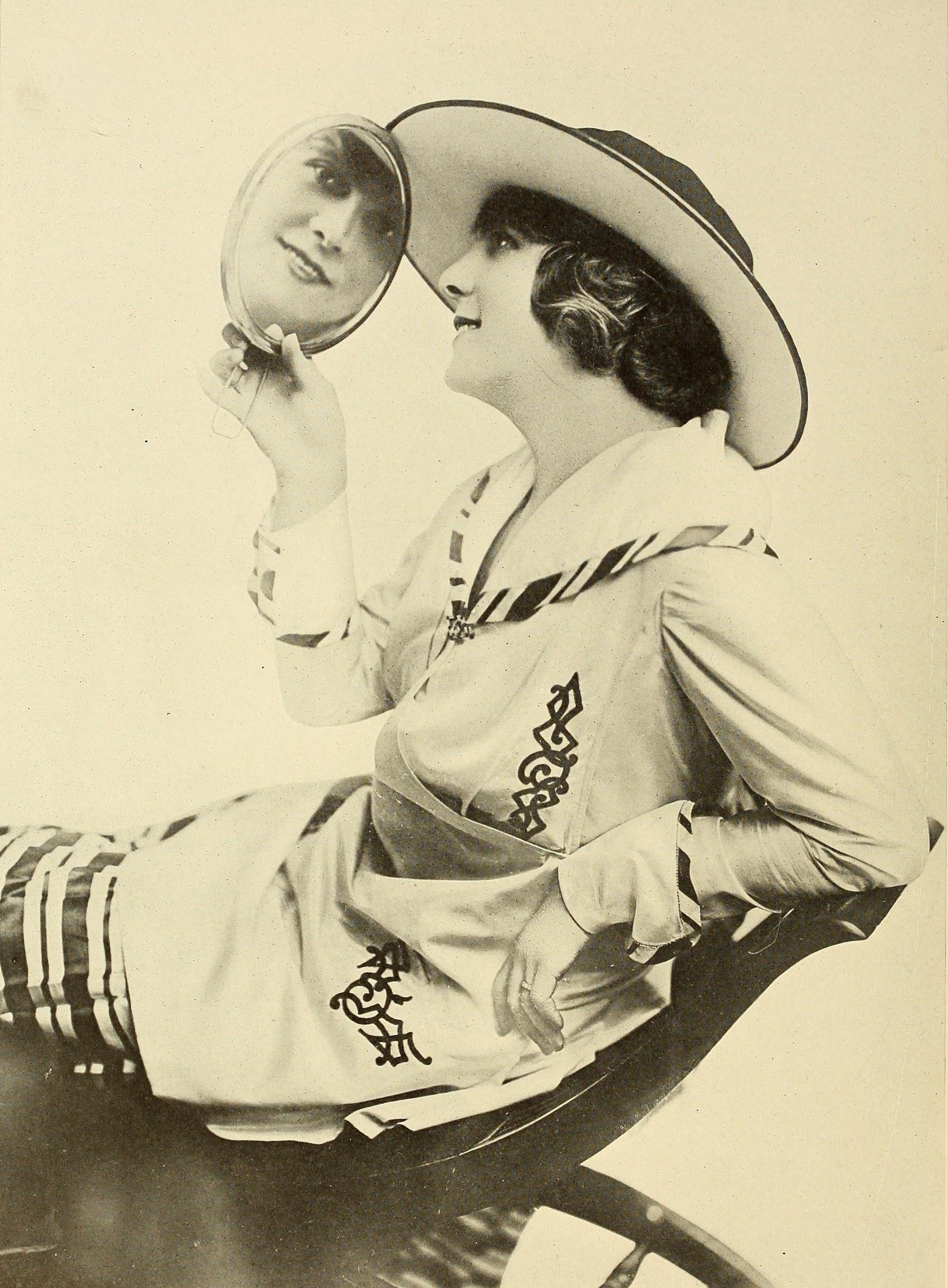

Dotata di una bella voce, i suoi primi passi nel mondo dello spettacolo li fece soprattutto come cantante. Studiò alla Montana Wesleyan University di Helena, dove si laureò nel 1901.

## Carriera cinematografica
Fece il suo debutto sullo schermo nel 1908 in On Thanksgiving Day, un cortometraggio della Selig Polyscope, la compagnia di cui divenne uno dei nomi di punta. Lavorò poi anche per la Biograph, la casa di produzione diretta da David Wark Griffith.
Per la Selig, fu protagonista di The Spoilers, prima versione cinematografica del best seller di Rex Beach, un ruolo che poi sarebbe stato di Betty Compson, di Marlene Dietrich e di Anne Baxter.
Nel 1913 le venne affidato il ruolo da protagonista in un serial di tredici episodi, The Adventures of Kathlyn, che ebbe un grande successo di pubblico, tanto che il serial venne rimontato nel 1916 e fatto uscire in una versione lungometraggio dallo stesso titolo.
Con l'avvento del sonoro e non essendo più tanto giovane, Kathlyn Williams venne relegata a ruoli meno importanti. Girò solo cinque film sonori, l'ultimo di questi nel 1935. Tra i registi che la diressero, oltre a Griffith, vanno ricordati Francis Boggs, che era a capo della Selig insieme a William Nicholas Selig, Herbert Brenon e i fratelli De Mille, Cecil e William.

## Matrimoni
Kathlyn Williams si sposò tre volte. La prima con Otto H. "Harry" Kainer, un uomo d'affari di Wall Street che sposò il 2 ottobre 1903 e da cui ebbe un figlio, Victor Hugo, nato nel 1905.
Il 4 marzo 1913, sposò l'attore Frank R. Allen, ma il matrimonio entrò quasi subito in crisi e i due divorziarono solo dopo un anno dalle nozze, nel giugno 1914.
L'ultimo marito fu Charles Eyton, un executive della Paramount Pictures. Il matrimonio durò dal 1916 al 1931.

## Riconoscimenti
Per il suo contributo all'industria cinematografia, a Kathlyn Williams è stata assegnata una stella sulla Hollywood Walk of Fame al 7038 di Hollywood Blvd.

## Filmografia
La filmografia, secondo IMDb, è completa. Quando manca il nome del regista, questo non viene riportato nei titoli.

### Attrice

#### 1908
- On Thanksgiving Day, regia di Francis Boggs – cortometraggio (1908)

#### 1909
- The Politician's Love Story, regia di David Wark Griffith
- Lines of White on a Sullen Sea, regia di David Wark Griffith

#### 1910
- Gold Is Not All, regia di D.W. Griffith
- A Romance of the Western Hills, regia di D.W. Griffith
- Thou Shalt Not, regia di D.W. Griffith
- The Fire Chief's Daughter, regia di Francis Boggs – cortometraggio (1910)
- Mazeppa, or the Wild Horse of Tartary, regia di Francis Boggs – cortometraggio (1910)
- Dora Thorne – cortometraggio (1910)
- Blasted Hopes – cortometraggio (1910)
- The Merry Wives of Windsor, regia di Francis Boggs – cortometraggio (1910)
- The Queen of Hearts – cortometraggio (1910)
- Taming Wild Animals, regia di Francis Boggs – cortometraggio (1910)

#### 1911
- The Curse of the Redman, regia di Francis Boggs -  cortometraggio (1911)
- The Survival of the Fittest – cortometraggio (1911)
- The Man from the East -  cortometraggio (1911)
- 1861 -  cortometraggio (1911)
- The Witch of the Everglades, regia di Otis Turner – cortometraggio (1911)
- In Old California When the Gringos Came, regia di Francis Boggs – cortometraggio (1911)
- Back to the Primitive, regia di Francis Boggs e Otis Turner – cortometraggio (1911)
- Jim and Joe, regia di Otis Turner -  cortometraggio (1911)
- The Rose of Old St. Augustine, regia di Otis Turner – cortometraggio (1911)
- Ten Nights in a Bar Room, regia di Francis Boggs – cortometraggio (1911)
- Captain Kate, regia di Francis Boggs e Otis Turner – cortometraggio (1911)
- Jealous George, regia di Otis Turner – cortometraggio (1911)
- Life on the Border, regia di Otis Turner – cortometraggio (1911)
- Dad's Girls, regia di Otis Turner – cortometraggio (1911)
- The Wheels of Justice, regia di Otis Turner – cortometraggio (1911)
- The Two Orphans, regia di Francis Boggs e di Otis Turner – cortometraggio (1911)
- Maud Muller, regia di Otis Turner – cortometraggio (1911)
- How They Stopped the Run on the Bank, regia di Otis Turner – cortometraggio (1911)
- Lost in the Jungle, regia di Otis Turner – cortometraggio (1911)
- The Inner Mind, regia di Otis Turner – cortometraggio (1911)
- Getting Married, regia di Colin Campbell – cortometraggio (1911)
- Paid Back, regia di Colin Campbell – cortometraggio (1911)
- Busy Day at the Selig General Office – documentario, cortometraggio (1911)

#### 1912
- The Prosecuting Attorney, regia di Colin Campbell – cortometraggio (1912)
- The Horseshoe, regia di Otis Thayer – cortometraggio (1912)
- When Memory Calls, regia di Frank Beal – cortometraggio (1912)
- The Brotherhood of Man, regia di Frank Beal – cortometraggio (1912)
- Sons of the North Woods, regia di Frank Beal – cortometraggio (1912)
- Driftwood, regia di Otis Thayer – cortometraggio (1912)
- When the Heart Rules, regia di Frank Beal – cortometraggio (1912)
- The Devil, the Servant and the Man, regia di Frank Beal – cortometraggio (1912)
- Cristoforo Colombo  (The Coming of Columbus), regia di Colin Campbell – cortometraggio (1912)
- The Stronger Mind, regia di Frank Beal – cortometraggio (1912)
- The Turning Point, regia di Frank Beal – cortometraggio (1912)
- The Girl with the Lantern, regia di Frank Beal – cortometraggio (1912)
- The Adopted Son, regia di Otis Thayer – cortometraggio (1912)
- On the Trail of the Germs, regia di William V. Mong – cortometraggio (1912)
- An Unexpected Fortune, regia di Otis Thayer – cortometraggio (1912)
- The Girl at the Cupola, regia di Oscar Eagle – cortometraggio (1912)
- As the Fates Decree, regia di Oscar Eagle – cortometraggio (1912)
- The House of His Master, regia di Lem B. Parker – cortometraggio (1912)
- Harbor Island, regia di Lem B. Parker – cortometraggio (1912)

#### 1913
- The Lipton Cup: Introducing Sir Thomas Lipton, regia di Lem B. Parker – cortometraggio (1913)
- A Little Child Shall Lead Them, regia di Lem B. Parker – cortometraggio (1913)
- The Governor's Daughter, regia di Lem B. Parker – cortometraggio (1913)
- The Artist and the Brute, regia di Henry MacRae – cortometraggio (1913)
- Her Only Son, regia di Lem B. Parker – cortometraggio (1913)
- Two Men and a Woman, regia Lem B. Parker – cortometraggio (1913)
- With Love's Eyes, regia di Lem B. Parker – cortometraggio (1913)
- A Wise Old Elephant, regia di Colin Campbell – cortometraggio (1913)
- The Burglar Who Robbed Death, regia di Lem B. Parker – cortometraggio (1913)
- Their Stepmother, regia di E.A. Martin – cortometraggio (1913)
- A Welded Friendship, regia di Lem B. Parker – cortometraggio (1913)
- Lieutenant Jones, regia di Lem B. Parker – cortometraggio (1913)
- The Stolen Melody, regia di Lem B. Parker – cortometraggio (1913)
- The Girl and the Judge, regia di Lem B. Parker – cortometraggio (1913)
- Woman: Past and Present, regia di Lem B. Parker – cortometraggio (1913)
- Mrs. Hilton's Jewels, regia di E.A. Martin – cortometraggio (1913)
- The Tree and the Chaff, regia di Lem B. Parker – cortometraggio (1913)
- Man and His Other Self, regia di Lem B. Parker – cortometraggio (1913)
- The Mansion of Misery, regia di Lem B. Parker – cortometraggio (1913)
- The Flight of the Crow, regia di E.A. Martin – cortometraggio (1913)
- The Child of the Sea, regia di Lem B. Parker – cortometraggio (1913)
- Two Too Many, regia di Henry MacRae – cortometraggio (1913)
- The Young Mrs. Eames, regia di Francis J. Grandon – cortometraggio (1913)
- The Love of Penelope, regia di Francis J. Grandon – cortometraggio (1913)
- In the Midst of the Jungle, regia di Henry MacRae – cortometraggio (1913)
- Thor, Lord of the Jungles, regia di Colin Campbell – cortometraggio (1913)
- The Tide of Destiny, regia di Lem B. Parker – cortometraggio (1913)
- The Unwelcome Throne, regia di Francis J. Grandon – cortometraggio (1913)
- The Adventures of Kathlyn, regia di Francis J. Grandon - serial cinematografico (1913)
- I Hear Her Calling Me (from the Heart of Africa), regia di Francis J. Grandon – cortometraggio

#### 1914
- The Two Ordeals, regia di Francis J. Grandon – cortometraggio (1914)
- The Temple of the Lion, regia di Francis J. Grandon – cortometraggio (1914)
- The Royal Slave, regia di Francis J. Grandon – cortometraggio (1914)
- A Colonel in Chains, regia di Francis J. Grandon – cortometraggio (1914)
- Three Bags of Silver, regia di Francis J. Grandon – cortometraggio (1914)
- The Garden of Brides, regia di Francis J. Grandon – cortometraggio (1914)
- The Spoilers, regia di Colin Campbell (1914)
- The Cruel Crown, regia di Francis J. Grandon – cortometraggio (1914)
- The Spellbound Multitude, regia di Francis J. Grandon – cortometraggio (1914)
- The Warrior Maid, regia di Francis J. Grandon – cortometraggio (1914)
- The Forged Parchment, regia di Francis J. Grandon – cortometraggio (1914)
- The King's Will, regia di Francis J. Grandon – cortometraggio (1914)
- The Court of Death, regia di Francis J. Grandon – cortometraggio (1914)
- The Leopard's Foundling, co-regia di Francis J. Grandon – cortometraggio (1914)
- Caryl of the Mountains, regia di Tom Santschi – cortometraggio (1914))
- A Woman Laughs, regia di Norval MacGregor – cortometraggio (1914)
- In Tune with the Wild, regia di E.A. Martin – cortometraggio (1914)
- The Speck on the Wall, regia di Colin Campbell – cortometraggio (1914)
- Chip of the Flying U, regia di Colin Campbell – cortometraggio (1914)
- Hearts and Masks, regia di Colin Campbell – cortometraggio (1914)
- The Woman of It, regia di Colin Campbell – cortometraggio (1914)
- The Tragedy That Lived, regia di Colin Campbell – cortometraggio (1914)
- The Losing Fight, regia di Colin Campbell – cortometraggio (1914)
- The Story of the Blood Red Rose, regia di Colin Campbell – cortometraggio (1914)
- Her Sacrifice, regia di Colin Campbell – cortometraggio (1914)
- The Lady or the Tigers
- Till Death Us Do Part, regia di Colin Campbell – cortometraggio (1914)

#### 1915
- The Vision of the Shepherd, regia di Colin Campbell – cortometraggio (1915)
- The Carpet from Bagdad, regia di Colin Campbell (1915)
- The Rosary, regia di Colin Campbell (1915)
- Ebb Tide, regia di Colin Campbell – cortometraggio (1915)
- The Strange Case of Talmai Lind, regia di William Robert Daly – cortometraggio (1915)
- A Sultana of the Desert, regia di Tom Santschi – cortometraggio (1915)
- Sweet Alyssum, regia di Colin Campbell (1915)
- The Coquette's Awakening, regia di Frank Beal – cortometraggio (1915)

#### 1916
- Thou Shalt Not Covet, regia di Colin Campbell (1916)
- The Black Orchid, regia di Thomas N. Heffron – cortometraggio (1916)
- The Adventures of Kathlyn, regia di Francis J. Grandon (1916)
- The Ne'er Do Well, regia di Colin Campbell
- Number 13, Westbound, regia di Frank Beal – cortometraggio (1916)
- The Devil, the Servant, and the Man, regia di Frank Beal – cortometraggio (1916)
- The Temptation of Adam, regia di Alfred E. Green – cortometraggio (1916)
- Into the Primitive, regia di T.N. Heffron (1916)
- The Valiants of Virginia, regia di Thomas N. Heffron (1916)
- The Return, regia di Thomas N. Heffron – cortometraggio (1916)
- The Brand of Cain, regia di Colin Campbell – cortometraggio (1916)
- Redeeming Love
- Sweet Lady Peggy – cortometraggio (1916)

#### 1917
- Out of the Wreck, regia di William Desmond Taylor
- The Cost of Hatred, regia di George Melford
- The Highway of Hope, regia di Howard Estabrook
- Big Timber, regia di William Desmond Taylor
- The African Jungle, regia di E.A. Martin – cortometraggio (1917)
- Pioneer Days, regia di Oscar Eagle – cortometraggio (1917)
- The Voice That Led Him, regia di Francis J. Grandon
- A Man, a Girl, and a Lion, regia di Francis J. Grandon – cortometraggio, soggetto (1917)

#### 1918
- The Things We Love
- The Whispering Chorus, regia di Cecil B. DeMille
- We Can't Have Everything , regia di Cecil B. DeMille

#### 1919
- The Better Wife, regia di William P.S. Earle
- Her Purchase Price
- Her Kingdom of Dreams
- A Girl Named Mary, regia di Walter Edwards

#### 1920
- Just a Wife, regia di Howard C. Hickman
- The Tree of Knowledge, regia di William C. de Mille (1920)
- The Prince Chap, regia di William C. de Mille (1920)
- The U.P. Trail, regia di Jack Conway
- Conrad in Quest of His Youth, regia di William C. de Mille

#### 1921
- Il frutto proibito (Forbidden Fruit), regia di Cecil B. DeMille
- Hush, regia di Harry Garson (1921)
- A Private Scandal, regia di Chester M. Franklin
- Everything for Sale, regia di Frank O'Connor
- Morals
- A Virginia Courtship, regia di Frank O'Connor
- A Man's Home, regia di Ralph Ince

#### 1922
- Clarence, regia di William C. deMille

#### 1923
- The World's Applause
- Trimmed in Scarlet
- Broadway Gold
- La gitana (The Spanish Dancer), regia di Herbert Brenon

#### 1924
- When a Girl Loves, regia di Victor Halperin
- L'errante senza colpa (Wanderer of the Wasteland), regia di Irvin Willat
- The Enemy Sex, regia di James Cruze
- Single Wives
- The City That Never Sleeps, regia di James Cruze
- The Painted Flapper

#### 1925
- Locked Doors, regia di William C. deMille
- Il figliol prodigo (The Wanderer), regia di Raoul Walsh
- The Best People, regia di Sidney Olcott

#### 1927
- Sally in Our Alley, regia di Walter Lang

#### 1928
- Honeymoon Flats
- We Americans, regia di Edward Sloman (1928)
- Le nostre sorelle di danza (Our Dancing Daughters), regia di Harry Beaumont

#### 1929
- A Single Man
- Her Husband's Women
- Donna che ama (The Single Standard), regia di John S. Robertson
- La fiamma occulta (Weddings Rings), regia di William Beaudine

#### 1930
- Dall'ombra alla luce (Road to Paradise), regia di William Beaudine

#### 1931
- Papà Gambalunga, regia di Alfred Santell

#### 1932
- Unholy Love, regia di Albert Ray

#### 1933
- Blood Money, regia di Rowland Brown

#### 1935
- Rendezvous at Midnight

### Film o documentari in cui appare Kathlyn Williams
- Screen Snapshots, Series 3, No. 17 (1923)
- Souls for Sale, regia di Rupert Hughes (1923)

### Sceneggiatrice
- The Last Dance, regia di Oscar Eagle – cortometraggio (1912)
- The Young Mrs. Eames, regia di Francis J. Grandon – cortometraggio (1913)
- The Leopard's Foundling, regia di Francis J. Grandon e Kathlyn Williams – cortometraggio (1914)
- The Strange Case of Talmai Lind, regia di William Robert Daly – cortometraggio (1915)
- A Sultana of the Desert, regia di Tom Santschi – cortometraggio (1915)
- Lost in Transit, regia di Donald Crisp (1917)

### Regista
- The Leopard's Foundling, co-regia di Francis J. Grandon – cortometraggio (1914)